# Balbillus indicus
Balbillus indicus är en insektsart som beskrevs av Chandrasekhara A. Viraktamath och Wesley 1988. Balbillus indicus ingår i släktet Balbillus och familjen dvärgstritar. Inga underarter finns listade i Catalogue of Life.